# كلوج نابوكا
كلوج نابوكا (بالرومانية: Cluj-Napoca) هي عاصمة مقاطعة كلوج في إقليم ترانسيلڤانيا في شمال غرب رومانيا. بلغ عدد سكانها حسب إحصائيات عام 2011 نحو 324,576 نسمة، وبالتالي هي ثاني أكبر مدينة في البلاد من حيث عدد السكان. يمتد تاريخ المدينة لأكثر من ألفي عام مما جعلها تحظى بألقاب مثل "قلب ترانسيلڤانيا" و"مدينة الكنز".
تقع المدينة شمال هضبة ترانسيلڤانيا، بين الجبال الغربية وسهل ترانسيلڤانيا، يخترقها نهر سوميشل ميك وفيها يلتقي بنهر نادش. تبلغ المساحة الإجمالية التابعة لإدارة البلدية نحو 179.5 كيلومتر مربع، بينما بلغت المساحة المبنية للمدينة نحو 36 كيلومتر مربع في عام 2020.
تُعد كلوج من أهم المراكز الأكاديمية والثقافية والاقتصادية في رومانيا. حيث تستضيف مقرات لعدة شركات وطنية بارزة، مثل بنك ترانسيلڤانيا أكبر بنك في رومانيا، وشركة تيرابيا المُصنَِعة للأدوية وأكبر مُصدِّر لها في رومانيا. كما تضم المدينة شركة فارميك أكبر مُنتِج لمستحضرات التجميل في رومانيا، ومصانع الجعة أورسوس.
تحتضن كلوج نابوكا بيئة أكاديمية تشمل جامعة بابيش-بولياي أكبر مؤسسة أكاديمية في البلاد، وجامعة كلوج نابوكا التقنية، وجامعة سابينتيا أكبر جامعة ناطقة بالمجرية في رومانيا.

## التسمية

### كلوج
كانت تُسمّى المدينة "كلوج" فقط، وذلك حتى عام 1974. يُعتقد أن اسم كلوج يأتي من اللاتينية Castrum Clus "كاستروم كلوس"، بمعنى "قلعة كلوس"، والذي اُستخدم لأول مرة في عام 1213 مُشيرًا إلى قلعة المدينة التي تعود إلى العصور الوسطى. تُترجم الكلمة اللاتينية clusa/clausa إلى "مُغلق" بالعربية، في إشارة إلى موقع المدينة المُحاط بالتلال. في اللُغات السلافية وبلفظٍ مُشابه تأتي كلمة kluč "كلوچ" بمعنى "مُفتاح". وفي اللغات الجرمانية تُترجم كلمة Klause/Kluse إلى "ممر". في حين أن كلمة Klausenburg "كلاوزنبورڠ" هي التسمية الألمانية للمدينة.
اسم المدينة قد يكون مشتقًا أيضًا من اسم رئيس بلدية ساكسوني يُدعى "كلاوس"، أو من حقيقة أن مُستوطنة قروية نشأت قرب دير في العصور الوسطى، ويُسمى الدير باللغة الألمانية Kloster. هناك فرضية أُخرى هي أن الاسم يُمكن أن يكون مُشتقًا من أول قضاة هذه المُستوطنة وهو من أصل مجري يُدعى "ميكلوس/كولوس".
كان الشاعر الروماني ميهاي إمينسكو يكتب اسم المدينة Cluș "كلوش" وأحيانًا Klus "كلوس" وذلك حسب قواعد الكتابة في اللغة المجرية. أصبح الاسم الروماني "كلوج" رسميًا في عام 1918 بعد انضمام ترانسيلڤانيا إلى رومانيا.

### نابوكا
أصل اسم "نابوكا" لا يزال موضوعًا للنقاش بين اللغويين والمؤرخين، ولا يوجد اتفاق عام على نتيجة نهائية. لكن هناك العديد من النظريات حول أصل الاسم، وعلى الأرجح يعود إلى فترة ما قبل الرومان. في عام 106 غزا المستعمرون الرومان داقية وحافظوا على اسم مستوطنة عُرفت بهذا الاسم، وبنوا قلعة في موقع وسط مدينة كلوج اليوم. في عهد الإمبراطور هادريان، رُقيت القلعة إلى رتبة بلدية وأُعيد تسميتها إلى Municipium Aelium Hadrianum Napoca "مونيچبيوم أيليوم هادريانوم نابوكا".
يُقترح أن اسم نابوكا Napoca أو Napuca قد يكون مُشتقًا من أسماء قبائل داقية مثل ناباريس أو ناباي، أو من المصطلح اليوناني νάπος "نابوس" ويعني "وادٍ مُشجر"، أو من الجذر الهندو-أوروبي snā-p* (تصنيف رقم 971–972 في قاموس بوكورني) ويعني "التدفق" أو "السباحة" أو "الرطوبة" مما يُشير إلى وجود المياه في المنطقة.

### كلوج نابوكا
تغيّر اسم المدينة من كلوج إلى كلوج نابوكا بموجب مرسوم مجلس الدولة رقم 194 في 16 أكتوبر 1974، ضمن السياسة القومية الشيوعية خلال فترة حكم نيكولاي چاوچيسكو. ووفقًا لهذا المرسوم، "سُمّيت المدينة كلوج نابوكا تخليدًا لاسم هذه المستوطنة القديمة، كشاهد على قدم واستمرارية الشعب الروماني على هذه الأرض".

### لغات أخرى
نظرًا لتاريخ ترانسيلڤانيا المتنوع اكتسبت مدينة كلوج نابوكا العديد من الأسماء على مر العصور استنادًا إلى التغيرات الإدارية أو التأثيرات الثقافية للسكان في المنطقة. تُعرف المدينة باللغة الألمانية باسم Klausenburg "كلاوزنبورڠ"، وباللاتينية Claudiopolis "كلاوديوبوليس"، وبالإيطالية Clausemburgo "كلاوزيمبورڠو"، وبالتركية Kaloşvar "كالوشڤار"، وبالبولندية Kluż "كلوژ" (الحرف الأخير يُلفظ مثل حرف ژ بالفارسية ومثل حرف s في كلمة vision بالإنجليزية)، كما تُعرف المدينة باليديشية باسم קלאזין "كلازين" أو קלויזנבורג "كلويْزينْبورڠ".
سُجّل الاسم المجري Kolozsvár "كولوجڤار" لأول مرة في عام 1246 تحت اسم Kulusuar "كولوسوار" وهو دمج بين كلمتي Kolozs و vár ، في اللغة المجرية كلمة vár "ڤار" أو uar "وار" تعني "قلعة". نظرًا للتغييرات الصوتية والإملائية المتنوعة التي شهدتها اللغة المجرية على مر السنين، فإن اسم المدينة قد شهد تغييرات في الكتابة في الوثائق التاريخية، بما فيها الاسم Koloswar الذي ظهر لأول مرة في وثيقة عام 1332.
يُعتقد أن الاسم الألماني Klausenburg "كلاوزنبورڠ" يستمد بشكل رئيسي من الشكل الساكسوني Clusenburg/Clusenbvrg، الذي استخدم لأول مرة في عام 1348 ومن ثم تمت كتابته بتهجئة Clausenburg ابتداءً من عام 1408.

## تاريخ

### عصور ما قبل التاريخ
تعود أقدم الآثار المكتشفة في كلوج إلى العصر الحجري الحديث وتنتمي إلى حضارتي ستاريڤو-كريش والفينكا. يُعتقد أن الآثار التي تم اكتشافها في منطقة مانشتور وبالقرب من وسط المدينة تعود إلى الفترة ما بين سنوات 6,000 و 5,500 قبل الميلاد.
في عدة مناطق في كلوج، وتحديدًا في مقبرة هايونڠارد ومحطة القطارات وتل هويا، عُثر على أساسات منازل ومجموعة متنوعة من الآثار البرونزية المرتبطة بثقافة كوتوفيني (حوالي 3,500–2,500 قبل الميلاد). خلال فترة الانتقال إلى العصر الحديدي (حوالي 800–650 قبل الميلاد)، اُكتشفت آثار تعود إلى ثقافة باسارابي بالقرب من ميدان لوچيان بلاڠا.
في منطقة سوميشيني، اُكتشفت مستوطنة تعود لفترة الداقيين والسلتيين (حوالي 250-100 قبل الميلاد)، تتكون من عدة أكواخ، بالإضافة إلى العديد من المقابر المخصصة لحرق الجثث في ديزمير وأباهيدا.

## الجغرافية

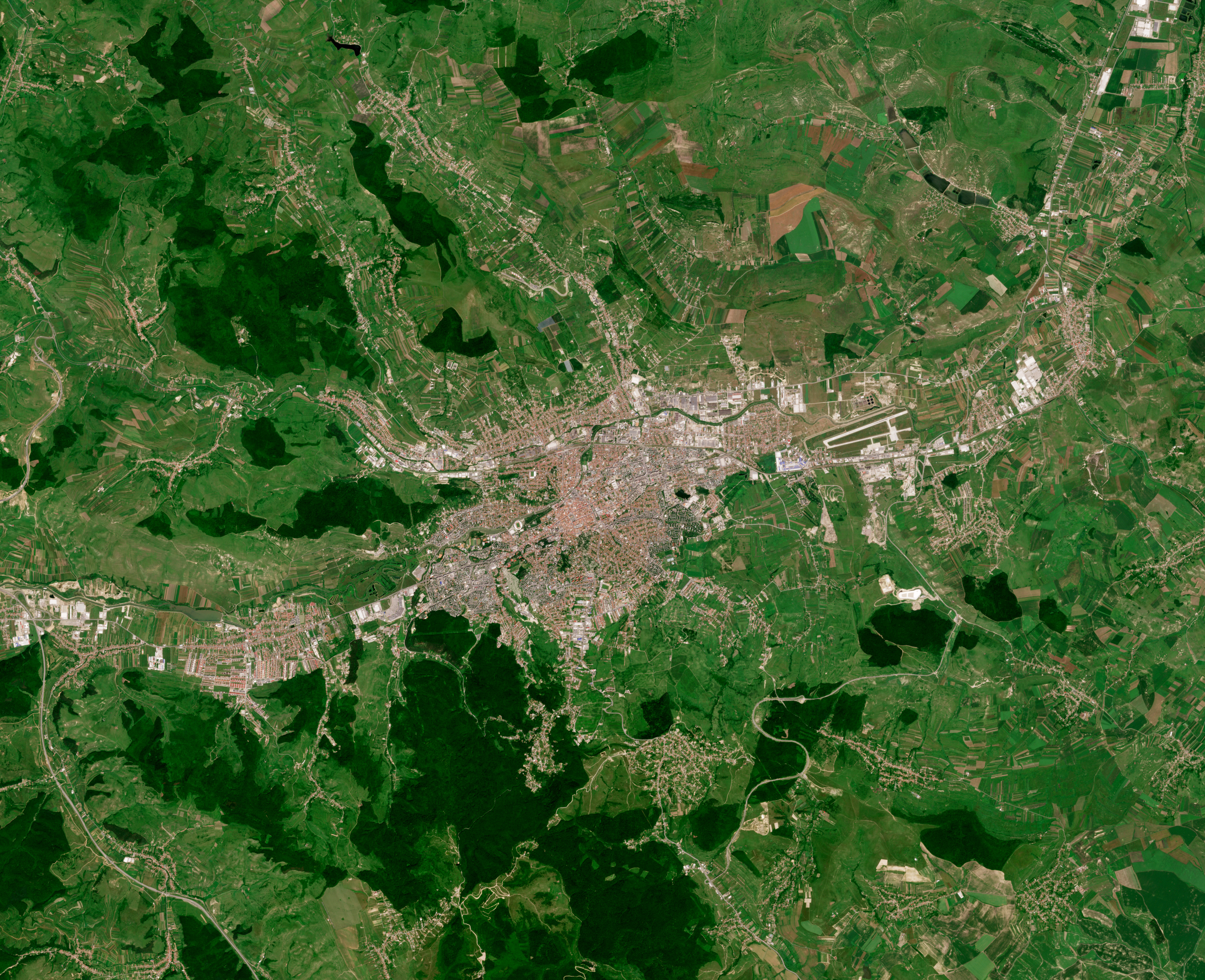
صورة فضائية لكلوج نابوكا وضواحيها

تحتل مدينة كلوج نابوكا موقعًا في قلب ترانسيلڤانيا عند التقاء جبال أبوسيني وهضبة سوميشان وسهل ترانسيلڤانيا، تحديدًا عند دائرة عرض 46°46 شمالًا، وخط طول 36°23 شرقًا. تمتد المدينة على طول نهري سوميشل ميك ونادش، والجداول المائية بوبشتي، وكينتو، وبورهانچي، وبوبي. تبلغ مساحة المدينة الإدارية نحو 179.5 كيلومترًا مربعًا، بينما تبلغ المساحة المبنية حوالي 36 كيلومترًا مربعًا.
يقع الجزء الجنوبي من المدينة على التراس العلوي للمنحدر الشمالي لتل فيلياك، وهو محاط من ثلاث جهات بسلسلة من التلال والهضاب التي تتراوح ارتفاعها من 500 مترًا إلى 825 مترًا. تقع هضبة سوميشان إلى الشرق، بينما يضم الجزء الشمالي من المدينة تلال كلوج، مع قمم لومبولوي بارتفاع 682 مترًا، وموريلور بارتفاع 670 مترًا، وستيلوتسا، وچينتيني، وريبوس بارتفاع 578 مترًا وغيرها.

## السكان
وفقًا لإحصائيات عام 2011، ازداد عدد سكان كلوج نابوكا إلى 324,576 نسمة مُقارنةً بإحصائيات عام 2002، حيث بلغ عدد سكانها آنذاك نحو 317,953 نسمة. عرقيًا، يتألف سكان المدينة من 245,737 رومانيًا (75.71%)، و 49,565 مجريًا (15.27%)، و 3,273 غجريًا (1.01%)، و 2,601 من عرقيات أُخرى (8.01%).
دينيًا، ينتمي مُعظم سكان المدينة إلى الكنيسة الرومانية الأرثوذكسية، حيث بلغ عددهم نحو 212,975 شخصًا (65.62%). قُسّم بقية السكان إلى عدد كبير من الطوائف وقد شملت كل من الكنيسة الإصلاحية (9.73%)، الكنيسة اللاتينية (4.6%)، الكنيسة الرومانية الكاثوليكية اليونانية (4.36%)، الخمسينية (2,49%)، والكنيسة المعمدانية (1.11%). حوالي 9% من السكان لم يحددوا انتمائهم الديني في التعداد أو ليس لديهم انتماء ديني.
- 1956: 154,723.
- 1966: 185,663.
- 1977: 262,858.
- 1992: 328,602.

في 2008 كان عدد سكانها 309,300 نسمة حيث هي في المرتبة الثالثة بعد بوخارست وتيميشوارا، يذكر أن حوالي 60.000 من الهنغار يعيشون في هذه المدينة.
يتكون سكان مدينة كلوج من أكثر من 1000 مواطن تونسي معضمهم طلبت في جامعة الصيدلة والطب بكلوج إلى جانب 500 تركي معضمهم يشتغل في ميدان الأكلة الخفيفة وقد لوحظ أنه في السنوات الأخيرة هناك إقبل فرنسي وإسرائيلي كبير على هاته المدينة وبعض النازحين السوريين في 2014

### الجاليات الأجنبية والعربية
للمغاربة والتونسيون وجود في كلوج، حيث يعتبر أغلبهم من الطلبة الأجانب، أما في الشرق الأوسط فالسوريون واللبنانيون والعراقيون والإيرانيون والأتراك من يمثلون هذه المنطقة. يوجد في كلوج ڤيلا حولت إلى مكان الرابطة الإسلامية والثقافية في رومانيا.

## الطب والصحة
تعتبر مدينة كلوج مدينة طبية متطورة في رومانيا وتنتشر فيها المستشفيات والعيادات في جميع أنحاء المدينة.
كما يحتل الطب البشري في جامعة UMF المركز الرابع على مستوى أوروبا.

## تعليم

### جامعة يوليو هاتيجانو للطب والصيدلة
تُعد جامعة يوليو هاتيجانو للطب والصيدلة (بالرومانية: Universitatea de Medicină și Farmacie Iuliu Hațieganu) أقدم مؤسسة للتعليم الطبي في ترانسيلڤانيا، وهي استمرار لكلية الطب التي تأسست في عام 1919 كجزء من جامعة داسيا العليا. تضم الجامعة أكثر من 6,000 طالب من البلاد وخارجها، و2,400 طبيب مُقيم، بالإضافة إلى أكثر من 1,100 معلم وباحث. سُمّيت الجامعة تيمنًا بالعالم "يوليو هاتيجانو". صُنّفت الجامعة على أنّها «جامعة بحثية وتعليمية متقدمة» من قبل وزارة التربية والتعليم.
يوجد في كلوج العديد من الطلبة الأجانب، حيث أُلحق في قسم الطب في الجامعة فرع اللغة الفرنسية، لاستقطاب الطلبة المتحدثين بالفرنسية عامة والمغاربة خاصة، أما بعد دخول رومانيا للاتحاد الأوروبي، بات الفرنسيون يشكلون مُعظم الطلبة في الطب في هذا الفرع. أما البريطانيون والألمان فيفضلون الاتحاق بفرع اللغة الإنجليرية. بقي فرع اللغة الرومانية يضم غالية الطلبة الرومانيين أو الأجانب الذي يكونون غالبًا دارسين اللغة في السنة التحضيرية.

## الإدارة والسياسية

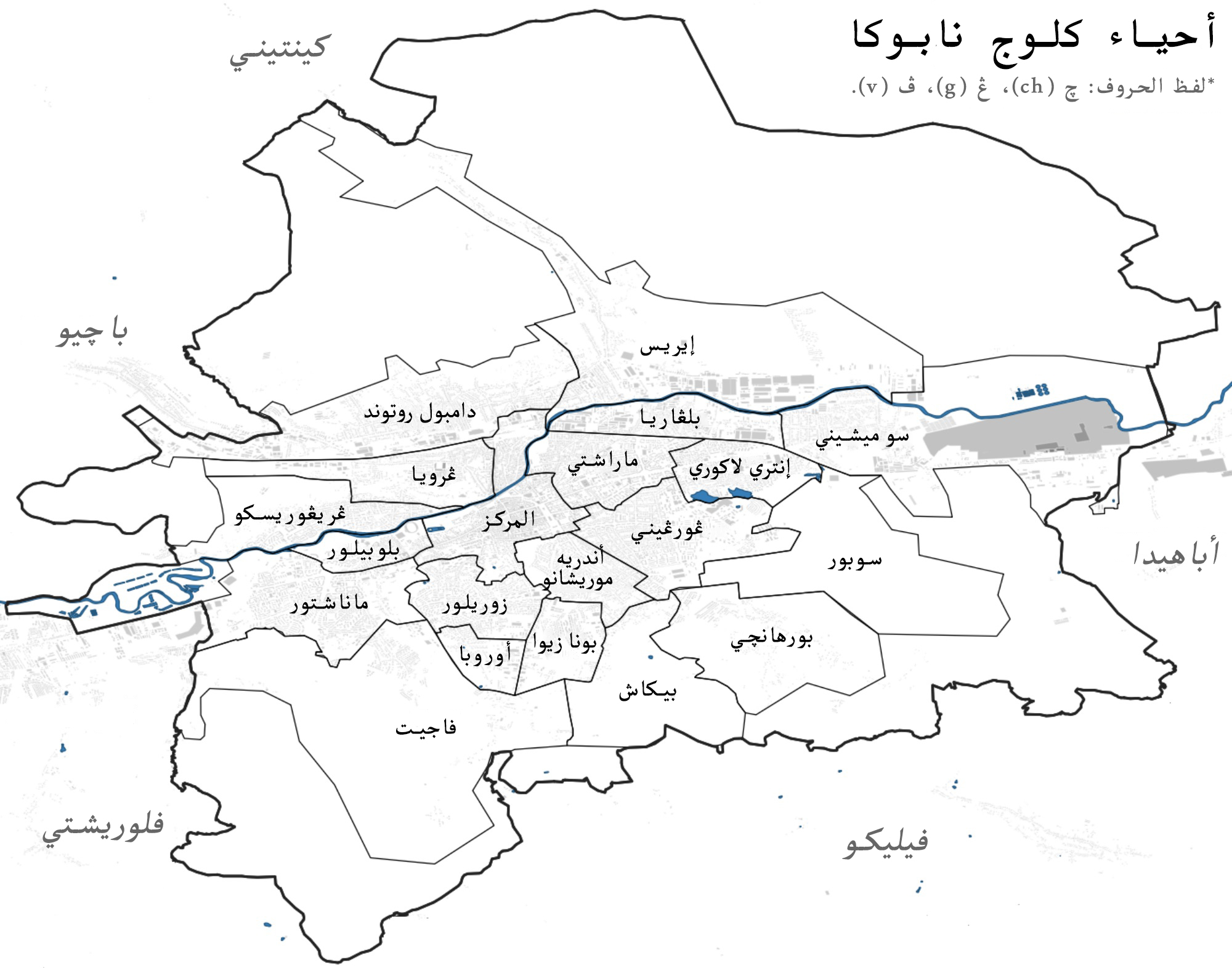
تخطيط أحياء كلوج في عام 2020

تنقسم مدينة كلوج نابوكا إداريًا إلى 20 حيًا "Cartiere" كارتييري، ويُديرها المجلس البلدي مُتمثلًا برئيس البلدية ونائبين لرئيس البلدية و27 عضوًا.

### القطاع الإداري
تنقسم كلوج إلى 20 حيًا مرتبة بشكل دائري حول المركز، والتي تشكّلت في ثلاث مراحل رئيسية. قبل مُنتصف القرن العشرين، تطور المركز وحيين هُما ڠرويا وأندريه موريشانو إلى جانب المناطق المُجاورة إليهما مُباشرةً. في فترة النظام الشيوعي ومع التمدُّن القسري أُنشئت عدة أحياء من وحدات سكنية مُتجاورة، هذه الأحياء هي مانشتور، ڠورڠيني، ماراشتي، وزوريلور. بعد ثورة 1989 وبفضل تحرير سوق العقارات، زادت المساحة المبنية في كلوج بشكل ملحوظ، وتطورت المدينة في كل الاتجاهات، الأمر الذي أدى إلى ظهور أحياء جديدة مثل أوروبا وبورهانچي وسوبور.

### المجلس البلدي
يعود تاريخ المجلس البلدي في كلوج إلى القرن الخامس عشر، عندما منح الإمبراطور الروماني الألماني، سيجيسموند ڤون لوكسمبورڠ، المدينة حق اختيار 12 مُحلفًا ليكونوا أعضاءً في المجلس. زاد عدد أعضاء المجلس في عدة مُناسبات، وقد تشكل مجلس كلوج في مُنتصف القرن الخامس عشر. كان يُسمّى المجلس "جينتومڤيراتول"، وكان مكونًا من مائة رجل، نصفهم مجري والنصف الآخر ألماني، مقسمين أيضًا حسب الحالة الاجتماعية، حيث كان نصفهم من نبلاء المدينة والنصف الآخر من حرفيي النقابات. بعد الإصلاح البروتستانتي في القرن السادس عشر، مُثلت الطائفتين الكاثوليكية والبروتستانتية بالتساوي في المجلس. في عام 1848، أُلغي المجلس بعد صدور قوانين أبريل وتوحيد الإدارة في مملكة المجر.
بين عامي 1948 و1950، أُطلق على المجلس اسم اللجنة المحلية المؤقتة، وبين عامي 1950 و1968 أُطلق عليه المجلس الشعبي لكلوج، وفي عام 1968 أُطلق عليه المجلس الشعبي لبلدية كلوج، وفي عام 1974 أُضيف اسم نابوكا إلى اسم المجلس. بعد ثورة 1989، أصبح المجلس يتألف من 31 عضوًا، ثم انخفض العدد إلى 27 اعتبارًا من انتخابات 2004.
تتم إدارة بلدية كلوج نابوكا على يد رئيس بلدية ومجلس بلدي يتكون من 27 عضوًا. يتولى رئيس البلدية إميل بوك من الحزب الليبرالي القومي منصبه منذ عام 2012. وبدءًا من الانتخابات المحلية في عام 2020، يتكون المجلس البلدي من التشكيل التالي من الأحزاب السياسية:
|  | الحزب                                  | عدد الأعضاء | عدد الأعضاء | عدد الأعضاء | عدد الأعضاء | عدد الأعضاء | عدد الأعضاء | عدد الأعضاء | عدد الأعضاء | عدد الأعضاء | عدد الأعضاء | عدد الأعضاء | عدد الأعضاء | عدد الأعضاء | عدد الأعضاء | عدد الأعضاء | عدد الأعضاء | عدد الأعضاء |
|  | -------------------------------------- | ----------- | ----------- | ----------- | ----------- | ----------- | ----------- | ----------- | ----------- | ----------- | ----------- | ----------- | ----------- | ----------- | ----------- | ----------- | ----------- | ----------- |
|  | الحزب الليبرالي القومي                 | 16          |             |             |             |             |             |             |             |             |             |             |             |             |             |             |             |             |
|  | اتحاد أنقذوا رومانيا                   | 5           |             |             |             |             |             |             |             |             |             |             |             |             |             |             |             |             |
|  | الاتحاد الديمقراطي للمجريين في رومانيا | 4           |             |             |             |             |             |             |             |             |             |             |             |             |             |             |             |             |
|  | الحزب الديمقراطي الاجتماعي             | 2           |             |             |             |             |             |             |             |             |             |             |             |             |             |             |             |             |

### رئيس البلدية

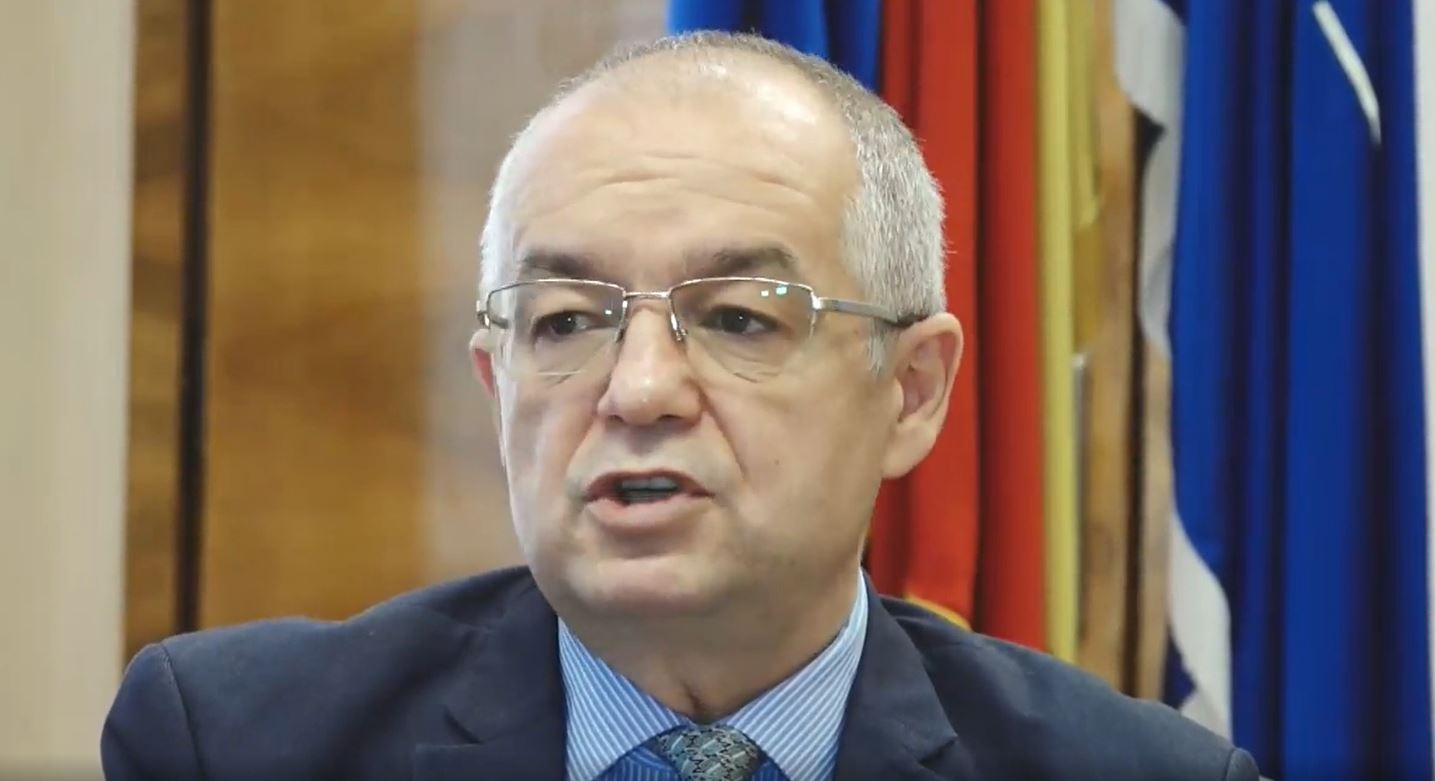
رئيس البلدية إميل بوك

ابتداءً من عام 1860، شهدت مدينة كلوج نابوكا 44 رئيس بلدية: 9 منهم كانوا في فترة الإمارة الكبرى لترانسيلڤانيا والإمبراطورية النمساوية المجرية، و11 خلال فترة مملكة رومانيا، و2 خلال فترة احتلال شمال ترانسيلڤانيا، و11 خلال الفترة الشيوعية، وأخيرًا 8 رؤساء خلال الفترة ما بعد الشيوعية. في الوقت الحالي، يشغل إميل بوك منصب رئيس البلدية، وهو عضو في الحزب الليبرالي القومي، حيث تولى هذا المنصب منذ عام 2012.
في البداية اجتمعت البلدية مع المجلس البلدي في مبنى واحد عُرف باسم كَاسَا سْفَاتُلْوِي الواقع في ميدان الاتحاد، ويُطلق عليه اليوم اسم بْرِيمَارِيَا ڤِيكِي. بدءًا من نهاية القرن التاسع عشر، نُقِلَتْ نشاطات الهيئتين إلى مبنى بلدية كلوج الكائن في شارع موتسيلور. ورغم أن المقر الرئيسي للبلدية يتواجد في هذا المبنى، إلا أن بعض أحياء كلوج تحتوي على مقار فرعية لتسهيل تفاعل المواطنين مع الإدارة المحلية.

### المنطقة الكبرى

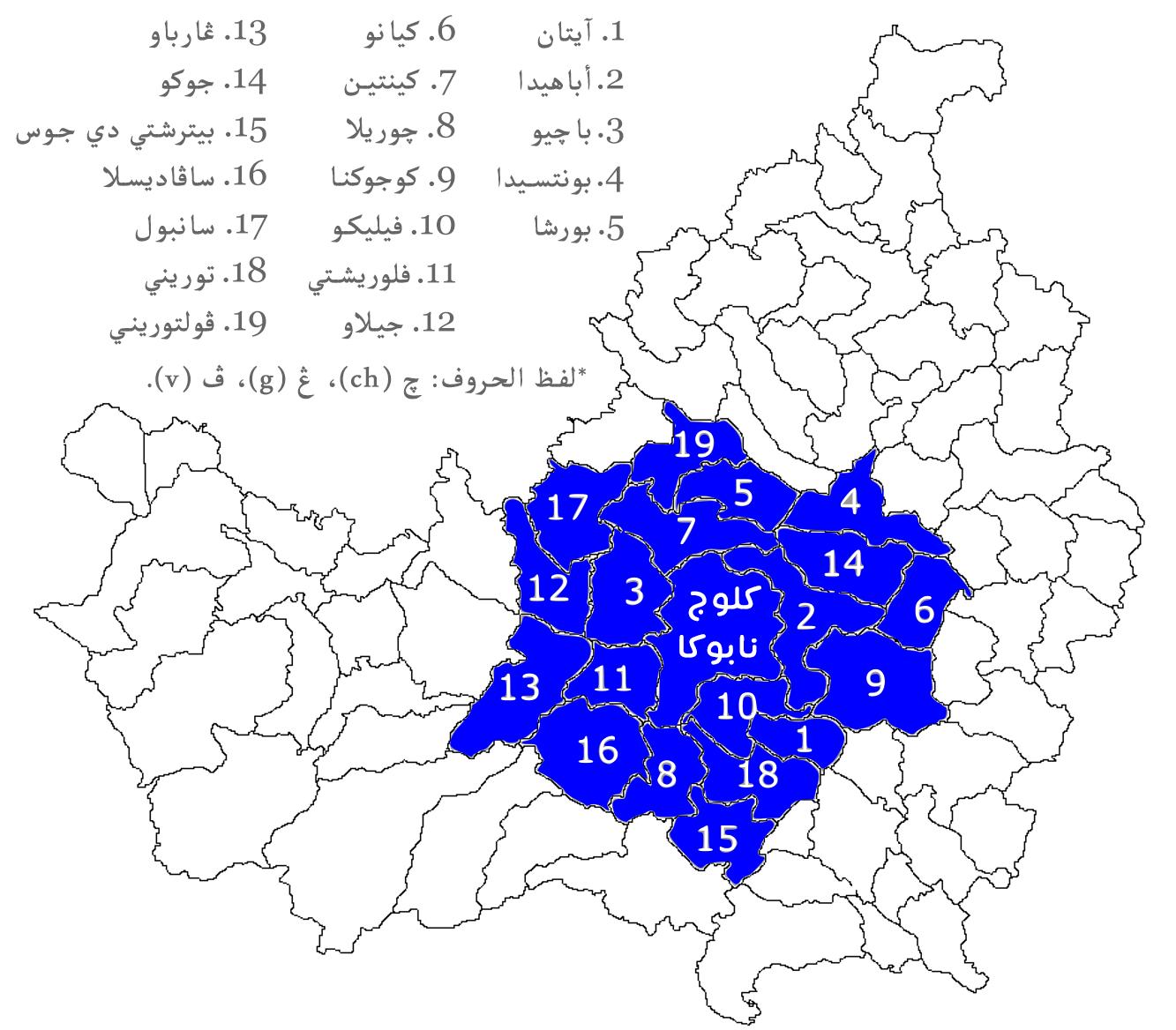
منطقة كلوج الكبرى

منطقة كلوج الكبرى (متروبوليتان) تشمل مدينة كلوج نابوكا و19 بلدة مُجاورة (الضواحي) وهي: آيتان، أباهيدا، باچيو، بونتسيدا، بورشا، كيانو، كينتيني، چوريلا، كوجوكنا، فيليكو، فلوريشتي، جيلاو، ڠارباو، جوكو، بيترشتي دي جوس، ساڤاديسلا، سانبول، توريني، وڤولتوريني. وفقًا لإحصائيات عام 2011، بلغ عدد سكان منطقة كلوج الكبرى نحو 411,379 نسمة. في عام 2020، أشارت التقديرات إلى أن هذا العدد قد ارتفع إلى ما يقرب من 500,000 نسمة، ويرجع ذلك في الغالب إلى زيادة الهجرة إلى كلوج نابوكا والبلدات المجاورة مثل فلوريشتي وباچيو وأباهيدا.

### جودة الحياة
حسب مُؤشر جودة الحياة في قاعدة بيانات نومبيو، تحتل كلوج نابوكا المرتبة 36 من أصل 74 مدينة أوروبية شملها البحث. حيث تفوقت كلوج على عواصم كبيرة مثل برشلونة (المرتبة 44)، لندن (المرتبة 55)، روما (المرتبة 57)، باريس (المرتبة 58)، وموسكو (المرتبة 62). أُجري التصنيف بناءً على القوة الشرائية، ومُستوى أمان السكان، ونظام الرعاية الصحية، ومستوى التلوث، وغيرها من العوامل.
من حيث مُعدّل الجريمة، كلوج نابوكا تُعتبر واحدة من المدن الأكثر أمانًا في رومانيا. حيث أظهرت دراسة أُجريت في عام 2020 أن كلوج كانت في المرتبة 13 على مُستوى العالم من حيث الأمان (من بين 374 مدينة تم تقييمها) والمرتبة الأولى في رومانيا. في عام 2021، أظهرت قاعدة البيانات الإحصائية نومبيو أن أكبر مُشكلة يواجهها المواطنين في كلوج هي جرائم الفساد والرشوة، مع ندرة الجرائم العنيفة. كما أظهرت نفس الدراسة أن 91% من سكان المدينة يشعرون بالأمان عندما يسيرون وحدهم في الشوارع نهارًا، و76% ليلًا. وفي قائمة أمان الأحياء في عام 2017، كان حي ڠريڠوريسكو في المرتبة الأولى في البلاد، يليه حيي ڠورڠيني وزوريلور. أظهرت إحصائيات مُديرية الشرطة في كلوج مُستوى ثابت نسبيًا لمعدلات الجريمة في الفترة ما بين 2012 و2020.

## اقتصاد
تُعد كلوج نابوكا جنبًا إلى جنب مع منطقة كلوج الكبرى، واحدة من أكبر الاقتصادات وأكثرها ديناميكية في رومانيا. بفضل العمالة المؤهلة، والبنية التحتية اللوجستية، وجاذبية المناطق الصناعية، والتكاليف المنخفضة نسبيًا لبدء المشاريع التجارية. جذبت مدينة كلوج العديد من المستثمرين سواءً كانوا أجانبًا أو محليين خلال الفترة من عام 2000 إلى 2010. من بين الشركات البارزة التي نشأت في هذه المدينة هي بنك ترانسيلڤانيا، وشركة نابولاكت لإنتاج الألبان، وشركة فارميك لتصنيع مُستحضرات التجميل، وشركة جوليدون لتصنيع الملابس الداخلية والسباحة، وشركة تيرابيا لتصنيع الأدوية، وشركة أورسوس لتصنيع الجعة.
كان إجمالي الناتج المحلي للفرد في المدينة، بالنسبة لقوته الشرائية، عند مستوى يُعادل 150% من مُتوسط الاتحاد الأوروبي خلال عام 2020، مما يعكس الاستقرار الاقتصادي. وقد شهدت كلوج أعلى نسبة نمو اقتصادي في الاتحاد الأوروبي خلال الفترة من عام 2000 إلى 2020.

### سياحة
تقع كلوج عند تقاطع طرق ذات أهمية وطنية ودولية، وقريبًا من عدة مناطق إثنوغرافية مثل منطقتي كالاتي وموتسيلور، وتُشكّل المدينة مركزًا للسياحة في ترانسيلڤانيا. ما يدعم السياحة بشكلٍ كبير هو إقامة العديد من الفعاليات والمهرجانات الثقافية، والقيمة التاريخية للمدينة والأنشطة الترفيهية المتوفرة في مقاطعة كلوج.
في عام 2011، تواجد داخل المدينة نحو 79 وحدة سكنية التي وفرت ما مجموعه 4,327 مكان إقامة، تشمل 39 فندقًا، و12 ڤيلا سياحية، و6 أنزال، وموقع تخييم واحد، و20 بيت ضيافة، وبيت ضيافة ريفي واحد.

مناطق الجذب السياحي بالقرب من كلوج
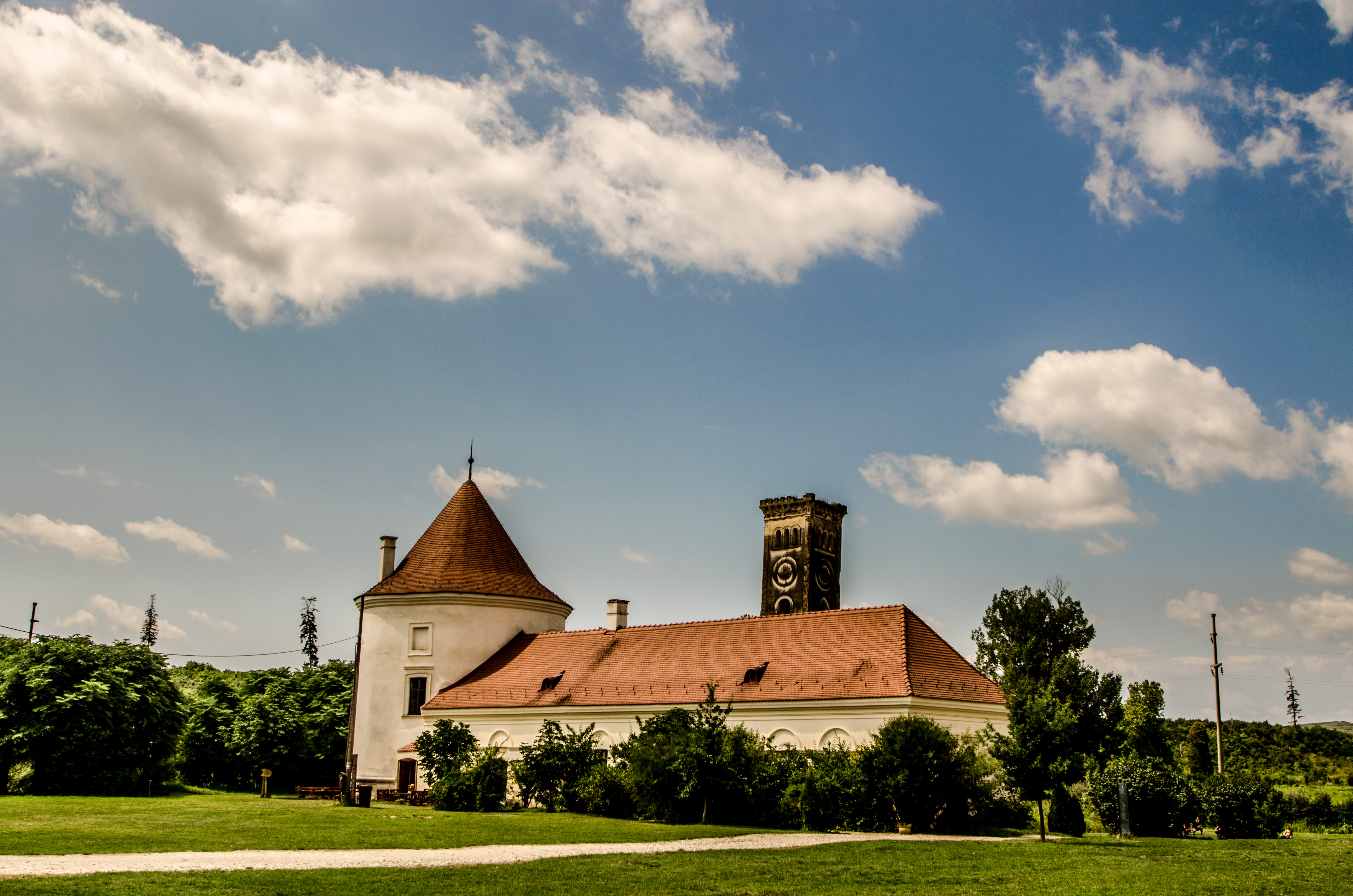
قلعة بانفي في بونتسيدا
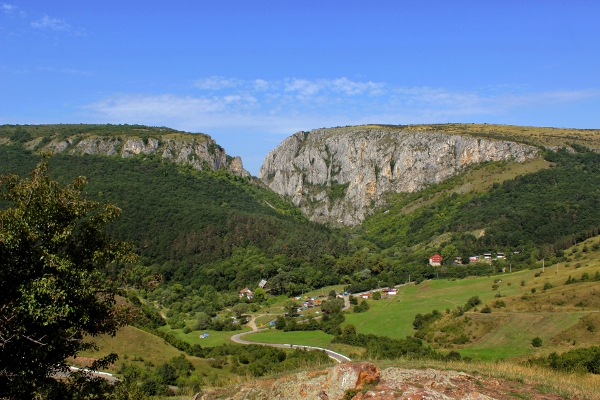
شِعْب تورزي
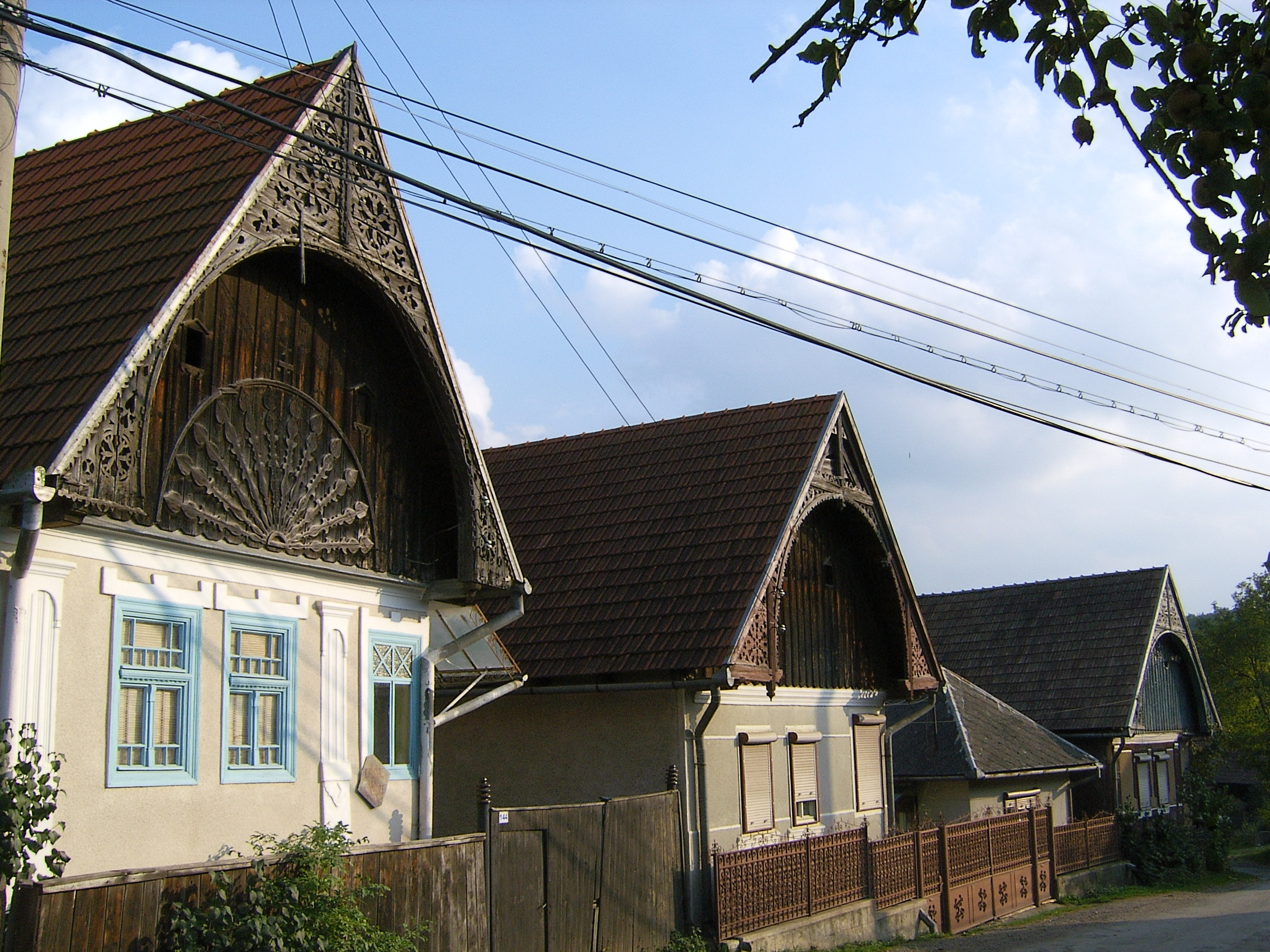
البيوت التقليدية في ماناستيريني
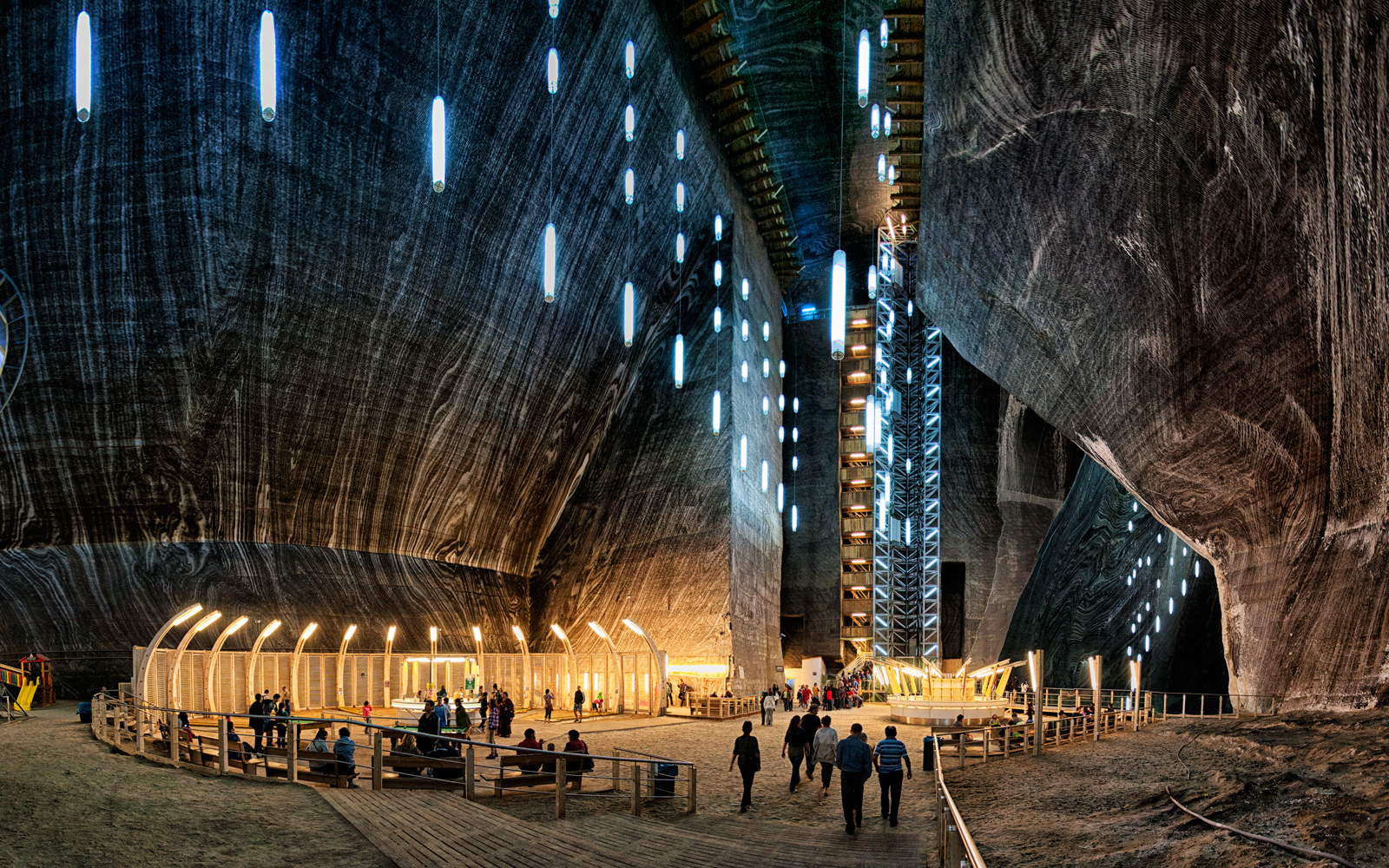
منجم توردا للملح

### تجارة
يُعد قطاع التجارة ثاني أكثر القطاعات الاقتصادية تطورًا في كلوج، في عام 2014 كان يضم نحو 6,389 شركة مُسجلة. من بينها كانت نحو 3,266 شركة تعمل في مجال تجارة التجزئة، ونحو 3,063 شركة تعمل في مجال البيع بالجملة.

## المواصلات

### الطرق
تُعتبر كلوج نابوكا نُقطة حيويّة في شبكة الطرق الأوروبيّة، حيث يمر عبرها طريق E60 (بوخارست – أوراديا – بودابست – ڤيينا)، وطريق E81 (موكاچيڤو – هالمو – كونستانتسا)، وطريق E576 (كلوج نابوكا – ديج). على الصعيد الوطني، تقع المدينة على ثلاثة طرق وطنية رئيسية مُختلفة وهي طريق DN1 (بورش – بوخارست)، وطريق DN1C، وطريق DN1F. يربط الطريق السريع A3 –المعروف أيضًا بطريق ترانسيلڤانيا السريع– المدينة بالعاصمة بوخارست، وبالحدود الغربية لرومانيا.

### النقل العام
تتولى شركة النقل العام المحلية في كلوج نابوكا (Compania de Transport Public Cluj-Napoca، واختصارًا CTP) إدارة شبكة تضم 77 خط مواصلات عامة، تشمل 49 خطًا داخل المدينة، من بينها 10 خطوط للترولي، و4 خطوط للترام، وخط واحد للميكروباص، و28 خطًا للضواحي والبلدات المجاورة.

### السكك الحديدية

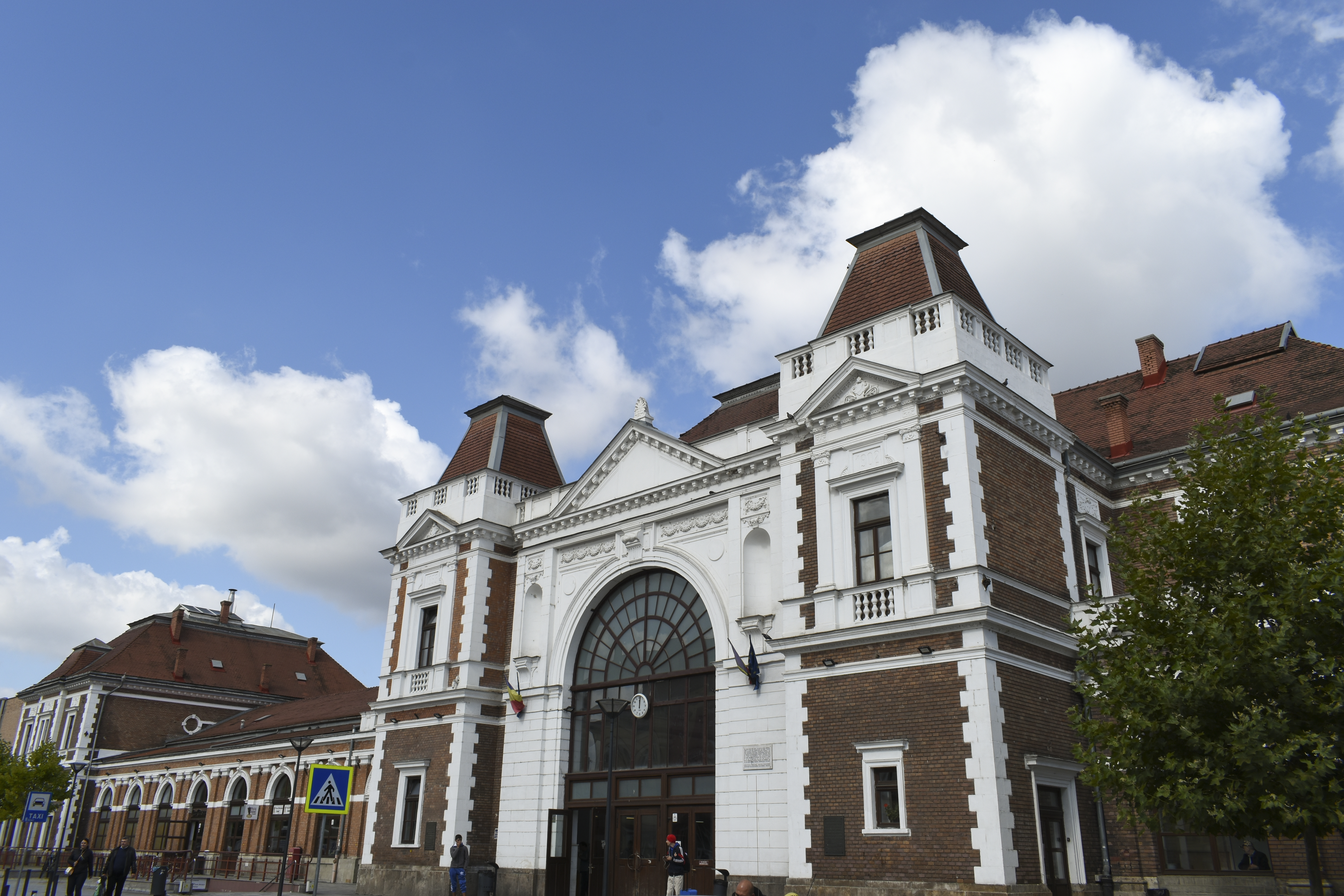
محطة القطار المركزية

في عام 1870 رُبطت كلوج بشبكة السكك الحديدية مع افتتاح سكة حديد أوراديا – كلوج، وهي اليوم جُزء من خط سكة الحديد رقم 300. في عام 2020 بدأت أعمال مُضاعفة وكهربة هذه السكة الحديدية. كلوج مُتّصلة أيضًا بشبكة السكك الحديدية عبر خط سكة الحديد رقم 401 (إيلڤا ميكا – سالڤا – ديج – أباهيدا – كلوج نابوكا).
اُفتتحت محطة قطار كلوج نابوكا في عام 1902، وصممها المهندس فيرينك بفاف. بُنيت المحطة بتمويلٍ من شركة السكك الحديدية المجرية، وكان التنفيذ مسؤولية شركة لايوس هيرشفيلد للبناء. تقع المحطة على بُعد حوالي كيلومترين من شمال وسط المدينة، وتقع ضمن شبكة خطوط السكك الحديدية الرومانية (Căile Ferate Române، واختصارًا CFR).
تُوفّر شركة خطوط السكك الحديدية الرومانية وصلات سكك حديدية مُباشرة إلى جميع المدن الرومانية الكبرى وإلى بودابست. كما ترتبط محطة القطار بجميع أنحاء المدينة عن طريق الترام وحافلات الترولي وحافلات شركة النقل العام المحلية.
في عام 1976 بُنيت محطة قطار صغيرة بالقرب من المحطة الرئيسية تُدعى ڠارا ميكا وتعني "المحطة الصغيرة" وقد خدمت منطقة الضواحي حتى عام 2011. خارج وسط المدينة، تتوقف القطارات في محطة "كلوجانا" في حي ماراشتي، وفي محطة "كلوج-نابوكا إست" في حي سوميشيني.

### النقل الجوي
يقع مطار أفرام إيانكو الدولي (إياتا: CLJ) على الطرف الشرقي من المدينة، حيث يُشكّل امتدادًا لحي سوميشيني، ويبعد حوالي 8 كيلومترات عن وسط المدينة. تأسس المطار في عام 1932 باسم "مطار كلوج المدني"، وبعد عام واحد أصبح مطارًا دوليًا عبر افتتاحه خط جوي مُنتظم إلى براڠ. في عام 2017، حقّق المطار رقمًا قياسيًا بوصول عدد مُسافريه إلى 2,000,000 للمرة الأولى. يحتل المطار اليوم المركز الثاني في رومانيا من حيث عدد المسافرين بعد "مطارات بوخارست الوطنية". (مطاري هنري كواندا وأوريل فلايكو، الّذين دُمجا معًا في 2009 بقرارٍ حكومي وتحت إشراف وزارة النقل من خلال تأسيس شركة C.N Aeroporturi București - S.A).
يرتبط المطار بوسط المدينة من خلال خدمات النقل العام المحلي التي تُقدمها شركة النقل CTP، بواسطة الحافلة رقم 8، والترولي رقم 5. يُقدم المطار رحلات طيران إلى العديد من الوجهات الدولية المُباشرة في أنحاء أوروبا. في عام 2021 حصل المطار على تصنيف "أفضل مطار في أوروبا" عن فئة "مطارات أقل من خمسة ملايين مُسافر سنويًا" خلال الحفل السابع عشر لتوزيع جوائز مجلس المطارات الدولي في أوروبا. أتى هذا التكريم نتيجة تركيز المطار الثابت على حفظ فرص العمل خلال جائحة كوڤيد-19، واتخاذ تدابير مهمة لإعادة توجيه القوى العاملة للتكيف مع ظروف الجائحة. كما تمت الإشادة بالمطار لاستعادته السريعة لحركة المسافرين، وجهوده في جلب شركات طيران جديدة وفتح مسارات جديدة من خلال برنامج حوافز قوي.

### النقل الشخصي
اعتبارًا من عام 2010 بدأ العمل على إنشاء البنية التحتية لتجهيز الطرق للتنقل باستخدام الدراجات الهوائية والسكوتر في كلوج. حتى عام 2020 خُصصت حارات على الطرق بطول يبلغ حوالي 40 كيلومترًا لمستخدمي وسائل النقل الشخصية الصغيرة. كانت هذه الحارات مُتواجدة حصرًا في المنطقة المركزية، ولم تكن مُرتبطة بالمناطق السكنية في المدينة، لذلك كان استخدامها قليلًا نسبيًا. في عام 2015 قامت البلدية بإطلاق خدمة تأجير الدراجات الهوائية تحت اسم Cluj Bike "كلوج بايك" بمعنى دراجة كلوج.

## صحافة وإعلام

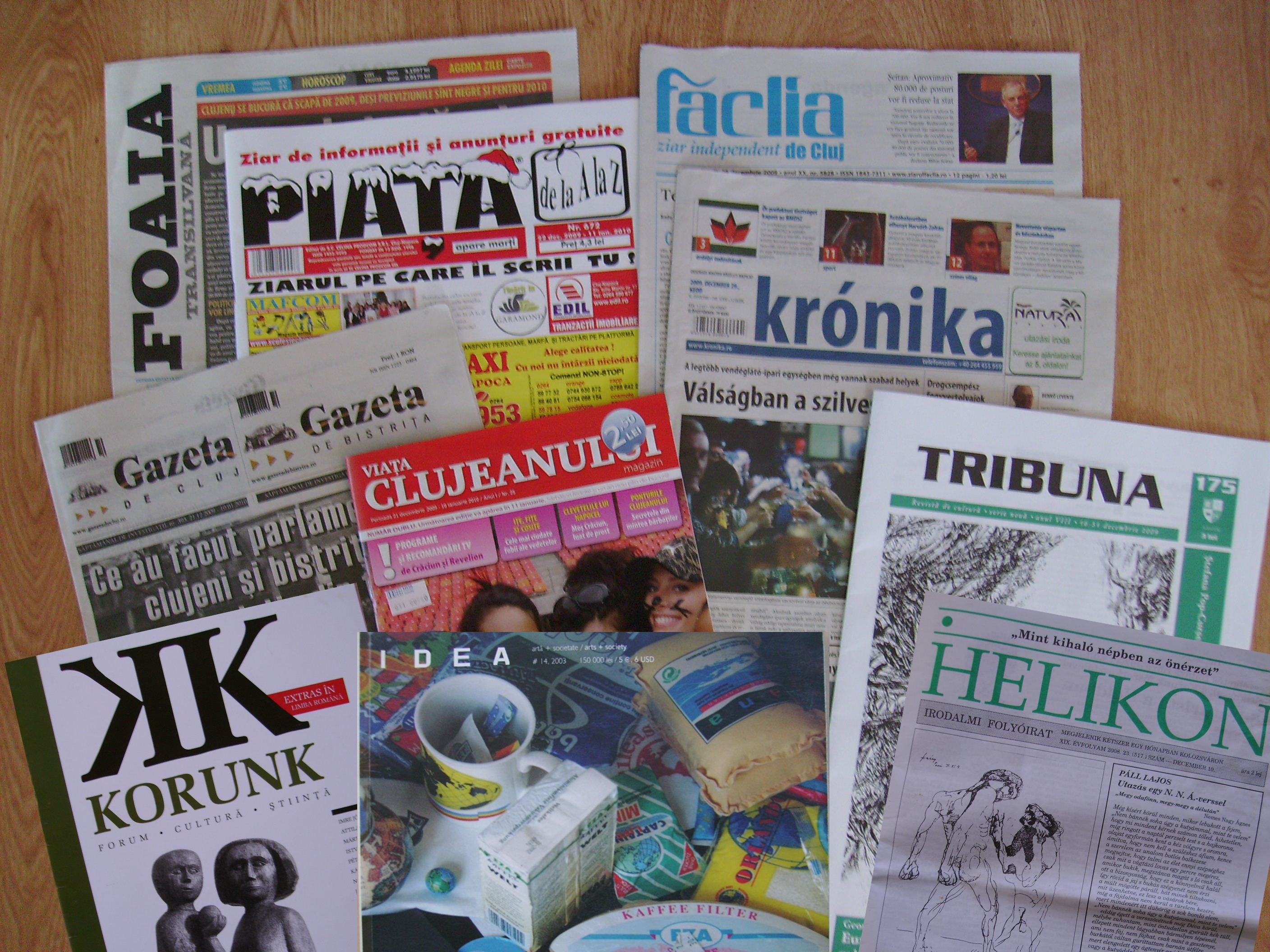
صحف ومجلات متنوعة تُصدر في كلوج منها باللغة الرومانية والآخر بالمجرية

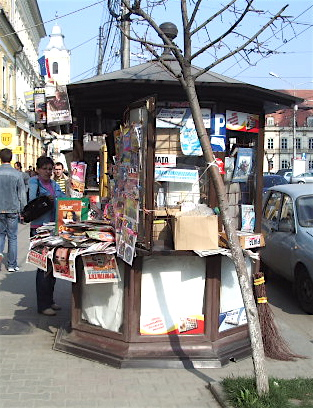
كُشك يبيع الصحف في ميدان الاتحاد في وسط المدينة

تُعد كلوج نابوكا مركزًا مُهمًا لوسائل الإعلام في ترانسيلڤانيا، حيث أنها مقرًا رئيسيًا لشبكات التلفزيون والصحف ومحطات الإذاعة الإقليمية، سواءً كانت ناطقة باللغة الرومانية أو اللغة المجرية. عادةً ما يتم إعادة إصدار أكبر الصحف اليومية الصادرة في بوخارست بنسخ إقليمية في كلوج نابوكا، والتي تُغطي قضايا ترانسيلڤانيا. أقدم صحيفة ما زالت تعمل هي صحيفة "فاكليا"، وهي خَلِيفَة المجلة الشيوعية "لوبتا أردالولوي" التي بدأت في عام 1946. بالرغم من تراجع شعبية الصحافة المكتوبة، يوجد في كلوج نُسخ إقليمية للصحف الوطنية مثل رومانيا الحرة "رومانيا ليبيرا"، الصحيفة المالية "زيارول فينانشيار"، حدث اليوم "إيڤينيمنتول زيلي"، "برو سبورت" (توقفت أواخر 2013)، والجريدة الرياضية "ڠازيتا سبورتوريلور" (توقفت أواخر 2023).
تنتشر في كلوج العديد من وسائط الإعلام الرئيسية الناطقة بالرومانية عبر الإنترنت وتشمل كل من "أكتوال دي كلوج"، "ڠازيتا دي كلوج"، "زيوا دي كلوج"، "مونيتورول دي كلوج"، "ترانسيلڤانيا ريبورتر". أما بالنسبة للمجلات الثقافية والأدبية الرئيسية، فشتمل "أبوستروف"، "إيديا"، "ستاوا"، "تريبونا"، "إيكينوكس".
كما تنشط في المنطقة وسائل الإعلام الناطقة بالمجرية وهي "سابدشاڠ"، "كرونيكا"، "ترانسينداكس"، ماسول،، "فوتير". يتواجد في المدينة أيضًا مكتب تحرير الصحيفة الأسبوعية "إرديلي نابلو"، ومكتب تحرير موقع "آتلاتسو إرديلي"، بالإضافة إلى مكاتب تحرير المجلات الثقافية "كورونك"، و"هيليكون"، و"إرديلي كرونيكا".
في الماضي، كانت ذروة تنوع الصحافة في فترة ما بين الحربين العالميتين، حيث كانت تنتشر العديد من الصحف والمجلات ذات الطابع الوطني والإيديولوجي. من بين هذه الوسائط الإعلامية كانت صحيفة الشرق الجديد "أوي كالات" الصهيونية، وصحيفة رسمية كانت تُصدر عن الحزب المجري تُعرف باسم الصحيفة الشرقية "كالاتي أويشاڠ". كما شهدت تلك الفترة وجود صحيفة وطنية أُخرى تُدعى الضمير الروماني "كونشتينتسا رومانياسكا" وكانت تُصدر عن حزب الفلاحين الوطني. بالإضافة إلى مجلة بلادنا "تسارا نواسترا" التي كانت تُصدر تحت إشراف الصحفي أوكتاڤيان ڠوڠا.
خلال فترة النظام الشيوعي، كانت تُصدر مجلات اجتماعية وسياسية وأدبية مثل "تريبونا"، و"ستاوا"، و"أوتونك"، و"كورونك"، و"نابسوڠار"، و"إيلورا"، بالإضافة إلى الصحف الإقليمية التابعة لحزب الشيوعي مثل "فاكليا" و"إيڠوشاڠ"، والمجلة الطلابية ذات اللغات الثلاث "إيكينوكس".

### الراديو والتلفزيون
بصورة عامة، تمكنت محطات الإذاعة الوطنية من الاستحواذ على مُعظم وسائل الإعلام الإذاعية في كلوج وأعادت بث البرامج من بوخارست على الترددات المحلية. محطات الراديو الأكثر شعبية في كلوج هي راديو ترانسيلڤانيا، راديو كلوج، راديو إمبولس، كيس إف إم، برو إف إم، راديو ڠيريلا، ماجيك إف إم، وميكس إف إم. تُدير جمعية الإذاعة الرومانية محطة تابعة لراديو كلوج تُعرف باسم كلوجڤاري راديو ناطقة باللغة المجرية، وهُناك أيضًا محطة أُخرى من القطاع الخاص ناطقة بالمجرية هي بابريكا راديو، والتي تأسست في عام 2006.
تتواجد جمعية التلفزيون الرومانية محليًا من خلال قناة التلفزيون تي ڤي آر كلوج، التي تُبِث برامج باللغتين الرومانية والمجرية. القنوات التلفزيونية الأُخرى التي تُبِث برامج محلية هي برو تي ڤي، أنتينا 1، رياليتاتا تي ڤي، وجورنالول تي ڤي. في ديسمبر 2011، انطلقت قناة تلفزيونية إقليمية هي ترانسيلڤانيا لايڤ، المملوكة لمجموعة ترانسيلڤانيا الإعلامية. بين عامي 2011 و2013، بثت قناة ترانسيلڤانيا لايڤ برامجها، ثم تغيّر اسمها لاحقًا إلى "لوك بلاس". اعتبارًا من عام 2013، بدأت "ديجي 24" في بث نشرات الأخبار والبرامج الاجتماعية والسياسية تحت اسم "ديجي 24 كلوج نابوكا".

## الرياضة
تتميز مدينة كلوج في مجال كرة القدم بوجود أربعة أندية تشارك في الدوريات التي ينظمها الاتحاد الروماني لكرة القدم، وهي ليڠا 1 - التي كانت تُعرف سابقًا بالديڤيزيا A - وهي الدرجة العليا في اتحاد كرة القدم الروماني، بالإضافة إلى ليڠا 2 وليڠا 3.
نادي سي إف آر كلوج (تأسس في عام 1907) هو واحد من أقدم الأندية في بطولة رومانيا. حقق النادي ثمانية ألقاب في البطولة الرومانية في السنوات 2008 و2010 و2012 و2018 و2019 و2020 و2021 و2022، بالإضافة إلى أربع كؤوس رومانية في السنوات 2008 و2009 و2010 و2016، وأربعة سوبركوبا رومانيا في السنوات 2009 و2010 و2018 و2020. نجح الفريق في تحقيق الفوز في الثنائية للدوري والكأس لأول مرة في تاريخه خلال موسم 2007-2008 ومرة أخرى في موسم 2009-2010.
نادي جامعة كلوج تأسس في عام 1919، أكبر نجاح له كان في كأس رومانيا عام 1965. كما كان وصيف في الدوري الروماني الممتاز في موسم 1932-1933 وفي كأس الدوري في عام 1998.
تُمثَّل المدينة أيضًا في الدوري الثالث، من خلال نادي ساناتاتا كلوج، الذي تأسس في عام 1986. وقد وصل هذا الفريق إلى ربع نهائي كأس رومانيا خلال موسم 2007-2008، وهو أفضل أداء له.
نادي ڤيكتوريا كلوج تأسس عام 1920 على يد طلاب من الأكاديمية التجارية في كلوج نابوكا. لعب في البطولة الرومانية حتى إلغاؤه عام 1947. أُعيد تأسيسه في عام 2019 ويلعب في استاد ڤيكتوريا سوميشيني، ويرتبط تاريخيًا مع حي ماناشتور.
يوجد في كلوج نادي لكرة قدم النسائية هو أوليمبيا كلوج، تأسس في عام 2010 من قبل جامعة بابيش-بولياي. حقق الفريق لقب ليڠا 1 عشر مرات، وكأس رومانيا ست مرات.
كلوج أرينا، هو الملعب الرئيسي لنادي جامعة كلوج، ويُعد الملعب الأكبر في كلوج نابوكا (بسعة 30,201 مشجع)، ويتم تصنيفه كملعب نُخبة من قبل الاتحاد الأوروبي لكرة القدم. الملعب الذي يليه من حيث السعة (23,500 مقعد) هو ملعب الدكتور كونستانتين رادوليسكو، الذي يُعد ملعب نادي سي إف آر كلوج والذي يقع في منطقة ڠرويا. شهد هذا الملعب تجديدًا كبيرًا، بما في ذلك تحديث الإضاءة الليلية ونظام الري التلقائي، ومن المقرر أن يخضع لتحديث إضافي مع إنشاء مقاعد جديدة.
نادي الجامعة يضم أيضًا فرقًا في رياضات أخرى مثل الرغبي، وكرة السلة (مع الفريق الناجح في كرة السلة للرجال يو-بي تي)، وكرة اليد، وكرة الطائرة. تضم المدينة أيضًا ثلاثة فرق لكرة الماء. تقع المرافق لهذه الرياضات بالقرب من الملعب، بما في ذلك قاعة بي تي أرينا التي تم افتتاحها في عام 2014 بسعة 9,300 مقعد (10,000 خلال الحفلات)، وقاعة سالا سبورتوريلور هوريا ديميان، وهي قاعة متعددة الاستخدامات مصممة لرياضات مثل الرغبي وكرة السلة وكرة الطائرة، ومجمع بوليتيكنيكا للسباحة، الذي يضم مسابح داخلية ومسابح في الهواء الطلق، بالإضافة إلى حديقة يوليو هاتيڠانو التي تحتوي على مرافق للتنس ومضمار ومسبح جديد قيد الإنشاء. تنظم كلوج نابوكا البطولات الوطنية في مختلف الرياضات بانتظام بسبب تركيزها الكبير على المرافق الرياضية.
في مجال السيارات، تستضيف كلوج نابوكا مرحلتين من بطولة الرالي الوطنية. يُقام رالي كلوجو في يونيو، ويُقام رالي أڤرام يانكو في سبتمبر بشكل رسمي منذ عام 1975، على الرغم من أن هناك عدة سنوات لم يُقام فيها. يبدأ الرالي الأخير في ساحة چيباريو ويمتد عبر المناطق المحيطة بالمدينة.
ينشط الرياضيون الهواة أيضًا في كلوج نابوكا، حيث تتوفر المسابح وملاعب الجولف المصغر وملاعب التنس وميادين البينتبول وممرات الدراجات، بالإضافة إلى التزلج على الجليد وركوب الزلاجات وريادة الكهوف والصيد وصيد الأسماك والرياضات الشاقة في المناطق المجاورة. في أبريل 2011، أُقيمت أول نسخة سنوية من ماراثون كلوج الدولي، وهي مسابقة تجري في شوارع وسط المدينة.

## علاقات خارجية

### توأمة المدن
لدى كلوج نابوكا توأمة مع 24 مدينة حول العالم وهي:
- إسكي شهر، تركيا (منذ 2020)[112]
- براقرة، البرتغال (منذ 2018)[33]
- كارقندا، كازاخستان (منذ 2017)[33]
- أونڠيني، مولدوڤا (منذ 2016)[33]
- نينڠبو، الصين (منذ 2014)[33]
- نامور، بلجيكا (منذ 2010)[33]
- ڤيتيربو، إيطاليا (منذ 2009)[33]
- روذرهام، المملكة المتحدة (منذ 2006)[33]
- إيست لانسنڠ، ميشيڠان، الولايات المتحدة (منذ 2005)[33]
- روكفورد، إلينوي، الولايات المتحدة (منذ 2005)[33]
- بارما، إيطاليا (منذ 2005)[33]
- كورچا، ألبانيا (منذ 2001)[33]
- ساو باولو، البرازيل (منذ 2000)[33]
- چاكاو، كاراكاس، فنزويلا (منذ 1999)[33]
- سوون، كوريا الجنوبية (منذ 1999)[33]
- ماكاتي، الفلبين (منذ 1996)[33]
- چانجچو، الصين (منذ 1994)[33]
- بئر السبع، إسرائيل (منذ 1991)[33]
- كولومبيا، كارولاينا الجنوبية، الولايات المتحدة (منذ 1991)[33]
- نانت، فرنسا (منذ 1990)[33]
- بيچ، المجر (منذ 1990)[33]
- كولونيا، ألمانيا (منذ 1976)[33]
- زڠرب، كرواتيا (منذ 1976)[33]
- ديجون، فرنسا (منذ 1965)[33]

### التمثيل الدبلوماسي
حتى عام 1948 قبل تولي الحزب الشيوعي السلطة، كانت في كلوج قنصليات عامة لعدة دول، مثل فرنسا وتشيكوسلوفاكيا وكندا. آخر بعثة دبلوماسية أجنبية اُغلقت خلال فترة النظام الشيوعي في كلوج هي القنصلية العامة لجمهورية المجر الشعبية، حيث أُلغيت في عام 1988 بعد تراجع العلاقات الرومانية المجرية. لكن أُعيد فتحها في عام 1997، عقب استعادة العلاقات بين الدولتين وتوقيع مُعاهدة تيميشوارا.

الممثليات الدبلوماسية المعتمدة من وزارة الخارجية الرومانية، ومقرها في كلوج هي:
- القنصلية العامة لجمهورية المجر، العنوان: Piaţa Unirii, nr. 23[114]
- الوكالة القنصلية لجمهورية فرنسا، العنوان: I.C. Brătianu, nr. 22[35]
- القنصلية الفخرية لجمهورية إيطاليا، العنوان: Str. Emil Racoviță, nr. 16, ap. 8[35]
- القنصلية الفخرية لمملكة إسبانيا، العنوان: Str. Predeal, nr. 40G[35]
- القنصلية الفخرية لمملكة السويد، Str. Republicii, nr. 10[35]
- القنصلية الفخرية لجمهورية بولندا، العنوان: Str. Republicii, nr.10[35]
- القنصلية الفخرية لمملكة هولندا، العنوان: Calea Moților, nr. 11[35]
- القنصلية الفخرية لجمهورية مقدونيا، العنوان: Calea Moților, nr. 11[35]
- القنصلية الفخرية للجمهورية التونسية، العنوان: Str. Octavian Goga, nr. 42[35]
- القنصلية الفخرية للجمهورية التركية، العنوان: Str. 1 Mai, nr. 8, Apahida[35]
- القنصلية الفخرية لجمهورية بوروندي، العنوان: Str. Gheorghe Marinescu, nr. 36-38[35]
- القنصلية الفخرية لجمهورية إثيوبيا، العنوان: Str. Călărașilor, nr.1[35]
- القنصلية الفخرية لجمهورية كازاخستان، العنوان: Str. Cardinal Iuliu Hossu nr. 41[35]
- القنصلية الفخرية لجمهورية المكسيك، العنوان: Str. Republicii, nr. 109[35]
- القنصلية الفخرية لجمهورية سيراليون، العنوان: Str. Mureșului, nr. 45[35]

## الألفاظ الأجنبية
الرومانية
1. ↑  Someșul Mic
2. ↑  Nadăș
3. ↑  Popești
4. ↑  Chintău
5. ↑  Borhanci
6. ↑  Popii
7. ↑  Dealului Feleac
8. ↑  Dealurile Clujului
9. ↑  Lombului
10. ↑  Morilor
11. ↑  Steluța
12. 1 2  Chinteni
13. ↑  Râpos
14. ↑  Centumviratul
15. ↑  Casa Sfatului
16. ↑  Primăria veche
17. ↑  Str. Moților
18. ↑  Aiton
19. ↑  Apahida
20. ↑  Baciu
21. ↑  Bonțida
22. ↑  Borșa
23. ↑  Căianu
24. ↑  Ciurila
25. ↑  Cojocna
26. ↑  Feleacu
27. ↑  Florești
28. ↑  Gilău
29. ↑  Gârbău
30. ↑  Jucu
31. ↑  Petreștii de Jos
32. ↑  Săvădisla
33. ↑  Sânpaul
34. ↑  Tureni
35. ↑  Vultureni
36. ↑  Napolact
37. ↑  Jolidon
38. ↑  Ursus
39. ↑  Țara Călatei
40. ↑  Țara Moților
41. ↑  Gara Mică
42. ↑  Făclia
43. ↑  Lupta Ardealului
44. ↑  România Liberă
45. ↑  Ziarul Financiar
46. ↑  Evenimentul zilei
47. ↑  ProSport
48. ↑  Gazeta sporturilor
49. ↑  Actual de Cluj
50. ↑  Gazeta de Cluj
51. ↑  Ziua de Cluj
52. ↑  Monitorul de Cluj
53. ↑  Transilvania Reporter
54. ↑  Apostrof
55. ↑  Idea
56. ↑  Steaua
57. ↑  Tribuna
58. ↑  Echinox
59. ↑  Conștiința Românească
60. ↑  Țara Noastră
61. ↑  Radio Transilvania
62. ↑  Radio Cluj
63. ↑  Radio Impuls
64. ↑  Kiss FM
65. ↑  Pro FM
66. ↑  Radio Guerilla
67. ↑  Magic FM
68. ↑  Mix FM
69. ↑  TVR Cluj
70. ↑  Pro TV
71. ↑  Antena 1
72. ↑  Realitatea TV
73. ↑  Jurnalul TV
74. ↑  Transilvania L!VE
75. ↑  LookPlus
76. ↑  Digi24
77. ↑  Digi24 Cluj-Napoca
78. ↑  Sănătatea Cluj
79. ↑  Victoria Cluj
80. ↑  Stadionul Victoria Someșeni
81. ↑  Olimpia Cluj

المجرية
1. ↑  Szabadság
2. ↑  Krónika
3. ↑  Transindex
4. ↑  Maszol
5. ↑  Főtér
6. ↑  Erdélyi Napló
7. ↑  Átlátszó Erdély
8. ↑  Korunk
9. ↑  Helikon
10. ↑  Erdélyi Krónika
11. ↑  Új Kelet
12. ↑  Keleti Újság
13. ↑  Utunk
14. ↑  Napsugár
15. ↑  Előre
16. ↑  Igazság
17. ↑  Kolozsvári Rádió
18. ↑  Paprika Rádió